# Sclerophrys togoensis
Espèce
Synonymes
- Bufo togoensis Ahl, 1924
- Amietophrynus togoensis (Ahl, 1924)

Statut de conservation UICN

 LC  : Préoccupation mineure
Sclerophrys togoensis est une espèce d'amphibiens de la famille des Bufonidae.

## Répartition
Cette espèce se rencontre :
- dans le Sud-Est de la Sierra Leone ;
- au Liberia ;
- dans l'extrême Sud de la Guinée ;
- dans le Sud de la Côte d'Ivoire ;
- dans le Sud du Ghana ;
- dans l'Ouest du Togo.

## Étymologie
Son nom d'espèce, composé de togo et du suffixe latin -ensis, « qui vit dans, qui habite », lui a été donné en référence au lieu de sa découverte.

## Publication originale
- Ahl, 1924 : Neue Reptilien und Batrachier aus dem zoologischen Museum Berlin. Archiv für Naturgeschichte, Abteilung A, vol. 90, p. 246-254.